# Le Trésor de Cantenac
Pour plus de détails, voir Fiche technique et Distribution.
Le Trésor de Cantenac est un film français en noir et blanc, écrit, dialogué et réalisé par Sacha Guitry en 1949 et sorti en 1950.

## Synopsis
Sur le point de se suicider, un vieux baron ruiné, dans un village aux habitants tristes, rencontre le centenaire du village qui lui révèle l'existence d'un trésor de famille. Réconcilié avec l'existence, songeant aux habitants, il emploiera sa fortune nouvelle à redonner vie au village de ses lointains ancêtres.

## Fiche technique
- Réalisation : Sacha Guitry, assisté de François Gir
- Scénario, adaptation et dialogues : Sacha Guitry
- Décors : René Renoux
- Costumes : O. Pokrovski
- Photographie : Noël Ramettre
- Son : André Louis
- Musique : Louiguy
- Montage : Gabriel Rongier
- Société de production :  BMP Films
- Format :  Son mono - 35 mm - Noir et blanc - 1,37:1
- Genre : Comédie
- Durée : 105 minutes
- Date de sortie  :
  - France -  6 septembre 1950
- Affiche : Roger Rojac (France)

## Distribution
- Sacha Guitry : le baron de Cantenac et le conteur
- Lana Marconi : Virginie Lacassagne
- Michel Lemoine : Paul Pidoux
- Marcel Simon : le centenaire
- René Génin : le maire et le curé
- Pauline Carton : Eulalie, la bonne du curé
- Jeanne Fusier-Gir : Mme Lacassagne, la mercière
- Fernand René : Anselme Fortune, le poivrot
- Roger Legris : l'idiot du village
- Milly Mathis : Madeleine, la patronne du café
- Paul Demange : Jean, le mari de Madeleine
- Henry Laverne : Pierre, l'amant de Madeleine
- Solange Varenne : Sidonie, la bergère
- Claire Brilletti : Blanche, la nourrice
- Maximilienne : Blandine, la petite-fille du centenaire
- Germaine Duard : Marie, la servante du baron
- Luce Fabiole : Léonie
- Yvonne Hébert : Thérèse
- Sophie Mallet : Claire
- Marthe Sarbel: Zoé
- Laure Paillette : Lucie
- Aziza Ali : la romanichelle
- Bob Roucoules : le docteur
- Robert Seller : Isidore
- Jacques de Féraudy : Simon
- Pierre Juvenet : Urbain
- André Numès Fils : Gustave
- Roger Poirier : Auguste
- Georges Bever : Bernard
- Léon Walther : Firmin
- Jacques Sablon: Prosper
- René Gréthen : Onésime
- Courtet : Elisée
- Varougeanne : le gitan
- Fouassin : l'unijambiste
- Georges Spanelly : l'architecte
- Jacques Hérisson
- Laverne Fils
- Alex Madis